# 杨益谦
杨益谦（1884年—1941年3月5日），别字竹君，别号退庵，云南剑川巩北营头村人。白族。中华民国军事将领。

## 生平
幼时家贫，父杨瀚新逝后进城就学于张嘉乐门下。清光绪甲辰（1904年）应童子试，中庠生，府院试拔置第一名。1909年10月，考入云南陆军讲武堂丙班步兵科（后叙为云南陆军讲武堂第三期）学习，1910年10月毕业。1911年随部参加昆明重九起义，以参谋随蔡锷入督署，率所练炮兵，一举攻破清军北门武库，推动起义成功。1913年，任湖口炮兵营营长，应李烈钧征召赴江西参加湖口起义。1915年，随李烈钧等离开日本，登船绕道入滇，与唐继尧等秘密研究起义讨袁事宜。事败后奔走海外寻求革命道理。1915年初，任中华革命党云南支部长。护国军兴时返回云南，1915年12月任滇军护国军第二军总司令李烈钧部副官长。后任滇军营营长，滇军近卫团团长，第二十一混成旅旅长，滇黔赣联军第二路军总指挥部总指挥，驻桂滇军总指挥部总指挥，兼任援桂滇军总司令唐继尧部第四军军长等职。
1921年，返回云南，历任云南靖国联军总司令部参赞，云南省政府军咨处处长。1922年10月，任靖国联军第四军军长。1926年10月任国民革命军第三十八军司令部总参议。1928年，任国民革命军第十三路军总指挥部代理参谋长。1930年，任讨逆军第十路军总指挥龙云部参谋长，1932年7月16日，兼任蒙自关监督。1935年，任云南第二殖边督办公署督办。同年，缅甸英国殖民者出兵侵占澜沧县班洪地区（今属沧源县），杨益谦积极支援澜沧，支持李占贤组建“云南西南边防民众义勇军”驰援班洪，将英军击退，是为班洪事件。然而南京国民政府迫于英帝势力，令云南省政府查惩“肇事者”。云南省政府以杨益谦“煽起国际争端”，予以撤职查办。
1936年10月16日，叙任陆军少将。抗日战争爆发后，1937年10月，任云南楚大师管区司令部司令官等职。1940年2月，他出席军府召开的“兵役会议”。1941年3月5日，因积劳成疾医治无效逝世，享年59岁，安葬于金华山万松岗。